# 소천초등학교 남회룡분교
소천초등학교 남회룡분교는 대한민국 경상북도 봉화군 소천면 남회룡리 150에 있었던 공립 초등학교이다.

## 연혁
- 1962년 4월 26일 옥방국민학교 남회룡분교 설립 인가
- 1962년 5월 31일 남회룡분교장 개교
- 1973년 3월 1일 남회룡국민학교 승격 분리
- 1991년 2월 28일 분천국민학교 분교장 격하 편입
- 1994년 9월 1일 소천국민학교 남회룡분교 개편
- 1996년 3월 1일 소천초등학교 남회룡분교 개편
- 2015년 3월 1일 폐교 및 소천초등학교 통폐합